# Rebbelberga församling
Rebbelberga församling var en församling i Lunds stift och i Ängelholms kommun. Församlingen uppgick 2010 i Ängelholms församling.

## Administrativ historik
Församlingen har medeltida ursprung. Den 16 oktober 1516 utbröts Ängelholms församling.
Församlingen var från 1568 till 1962 annexförsamling i pastoratet Barkåkra och Rebbelberga. Från 1962 till 2010 var den annexförsamling i pastoratet Ängelholm, Höja och Rebbelberga. Församlingen uppgick 2010 i Ängelholms församling.

## Kyrkobyggnader
- Rebbelberga kyrka